# 공화 (연호)
공화(拱化)는 서하 의종(西夏 毅宗) 이양조(李諒祚)의 치세에 쓰던 연호이다.

## 연대 대조표
| 공화        | 원년           | 2년             | 3년            | 4년            | 5년            |
| 서기 (西紀) | 1063년         | 1064년          | 1065년         | 1066년         | 1067년         |
| 간지 (干支) | 계묘(癸卯)     | 갑진(甲辰)      | 을사(乙巳)     | 병오(丙午)     | 정미(丁未)     |
| 북송 (北宋) | 가우(嘉祐) 8년 | 치평(治平) 원년 | 치평(治平) 2년 | 치평(治平) 3년 | 치평(治平) 4년 |

## 동시대 연호
| 이전 연호 차도(奲都) | 중국의 연호 서하(西夏) | 다음 연호 건도(乾道) |